# Ella Fitzgeraldová
Ella Fitzgeraldová (25. dubna 1917 Newport News, Virginie – 15. června 1996 Beverly Hills, Kalifornie) byla americká jazzová zpěvačka. Za svůj život napsala a nazpívala stovky oblíbených písní. Ella Fitzgerald, též nazývána „First Lady of Song“, patřila po více než půl století mezi nejpopulárnější jazzové zpěvačky v USA. Během svého života obdržela 13 Cen Grammy a vydala více než 40 alb.
Její dominantou byl precizní, temperamentní a „nestárnoucí“ hlas s nádhernou barvou a rozsahem tři oktávy. Originálním způsobem dokázala podat pomalé jazzové balady stejně famózně jako temperamentní živé songy. Fascinující byla především její úžasná schopnost hlasové improvizace – scatu, dokázala svým hlasem napodobit zvuk nástrojů celého bandu.
Ella Fitzgerald spolupracovala během své kariéry s takřka všemi jazzovými ikonami (Duke Ellington, Count Basie, Nat King Cole, Louis Armstrong, Frank Sinatra, Benny Goodman ad.). Respektive, je to možno formulovat spíše tak, že mnoho jazzových umělců mělo to štěstí spolupracovat s Ellou Fitzgeraldovou.

## Život

### Mládí
V dětství chtěla být tanečnicí, ale i přesto velmi ráda poslouchala desky Louise Armstronga, Binga Crosbyho a The Boswell Sisters. Conee Boswellovou, zpěvačku z The Boswell Sisters, přímo zbožňovala. Později o ní řekla: „Máma jednou přinesla domů jednu z jejích desek, no a já si ji prostě zamilovala… Hodiny a hodiny jsem zkoušela zpívat tak jako ona.“
Její matka zemřela při autonehodě, když jí bylo 15 let. Tehdy zůstala s přítelem svojí matky, ovšem ten krátce nato zemřel na infarkt. Po těchto dramatických událostech téměř přestala chodit do školy. To byl také jeden z důvodů, proč si našla práci barmanky v jednom nevěstinci a proč si našla nové přátele z okruhu místní mafie. Poté, co měla problémy s policií, byla svěřena do opatrovnictví a poslána do církevní školy. Z té však brzy utekla a krátce žila jako bezdomovkyně.
Na jevišti jako zpěvačka poprvé vystoupila 17. listopadu 1934 na soutěži mladých talentů v Harlemu v New Yorku. Původně byla sice rozhodnutá, že na pódiu bude pouze tančit, ale potom si to nechala přece jen rozmluvit a rozhodla se pro zpěv. Vybrala si dvě skladby z repertoáru Conee Boswellové a nakonec tuto soutěž vyhrála.

### Pěvecká kariéra
Její pěvecký talent tím byl odhalen a ještě v roce 1934 začala její profesionální kariéra, když ji Benny Carter přijal do známé kapely Chicka Webba. Nastupovala za honorář 12,5 dolarů týdně (přitom plat hudebníka byl kolem 60 dolarů). Za rok nato už ovšem vydělávala desetinásobek.
Po Webbově smrti v roce 1939 se jí podařilo dát dohromady vlastní kabaretní scénu. Na výsluní se však ocitla teprve roku 1950 díky manažerovi Normanu Granzovi, který pro ni vybíral z hudebních textů i doprovodu jen to nejlepší. Důležitým člověkem v jejím životě byl také kontrabasista Ray Brown. Nejenom, že ji doprovázel na jevišti, ale na pár let se stal i jejím manželem. Sice se rozešli, ale to neznamenalo konec jejich spolupráce.
Své první dlouhodobé profesionální angažmá spojila se společností Decca. Po dobu deseti let pro ni nazpívala celou řadu písní, které se v jejím podání staly nesmrtelnými, jako třeba It's only a paper moon, Old Devil Moon, How High the Moon – je zajímavé, v kolika jejích písních se vyskytoval právě Měsíc. V dalších gramofonových společnostech pak natočila svoje největší hity: Duben v Paříži, Pokaždé si říkáme sbohem, Láska na prodej a další.
Její vrcholná kariéra v letech 1959–1967 vydala na devatenáctidílný zpěvník s téměř dvěma a půl stovkami písní. First Lady of Song vynikala ve scatových pasážích i pěvecké improvizaci, projevovala velký cit pro jazzový rytmus i pro humor a stesk lidových balad, okouzlovala publikum svým hlasem a zabarvením. Jako první zpěvačka populární hudby byla oceněna státním vyznamenáním pro umělce. Výrazně se zapsala do dějin americké hudby.
V jejím repertoáru nebyl nikdy jenom jazz. Vždycky zpívala i gospely, blues, balady, soul, ale i písně kovbojů. Vystupovala také v Praze, stalo se tak v roce 1969. Zpívala s tanečními orchestry, ale stejně měla ráda jazzové bigbandy. Vystupovala však třeba i s jedinou doprovodnou kytarou. Moc ráda měla duety. K nejpopulárnějším patří ty s Louisem Armstrongem. Primát tady určitě drží árie z Gershwinovy jazzové opery Porgy a Bess. Jak sama ráda říkala, celý život seděla na dvou židlích. Jedna byla jazzová, druhá popová. Její práce v nahrávacím studiu byla pokaždé dokonalá, mnohým začínajícím zpěvákům a zpěvačkám byla vzorem.
Ke stáří ji však zrazovalo srdce. Měla operovaný kardiostimulátor, skoro neviděla a na jevišti musela sedět. Přesto na ni stále chodily davy lidí. A to až do 15. června roku 1996, kdy zemřela v Los Angeles. Navzdory neobyčejné popularitě zůstala prostou a nekomplikovanou bytostí. Ve svém nitru byla stále tím děvčátkem, které ztratilo svůj žlutý košík v písni A-Tisket, A-Tasket. Byla a zůstane pro všechny své příznivce (a jsou jich dodnes miliony) The First Lady Of Song, první dámou písně.
Má hvězdu na Hollywoodském chodníku slávy.

## Vystoupení v Praze
V roce 1969 Ella Fitzgeraldová uspořádala evropské turné, které začalo v Manchesteru, pokračovalo v Londýně, Miláně, Římě, Paříži, Montreux a 27. června koncertovala také v Praze. Zde v Paláci Lucerna odzpívala dva koncerty, na kterých ji doprovázeli Tommy Flanagan na klavír, Frank de la Rosa na basu a Ed Thigpen na bicí. Mezi jinými zazpívala skladby That Old Black Magic, Mack the Knife, This Girl’s in Love with You a ústřední melodii francouzského filmu Muž a žena. Na vltavském parníku jamovala s Evou Olmerovou a nabídla jí, aby s ní jako host pokračovala v turné. Tehdejší agentura Pragokoncert to však odmítla.